# Donald Lavoie
Donald Lavoie (né le 21 mai 1942) était un tueur à gages pour le clan des frères Dubois, qui était situé dans la grande métropole de Montréal. Durant sa carrière de tueur à gages, Lavoie a assassiné près de 15 personnes, dont il a confessé les meurtres à la police. La police de Montréal a utilisé le témoignage de Lavoie pour condamner des membres du clan Dubois. Jusqu'à son témoignage, le clan Dubois avait été presque impossible à infiltrer.

## Enfance
Donald Lavoie est né à Chicoutimi (Québec) dans une famille de trois enfants. À un jeune âge, ses parents l'ont rendu, ainsi que ses frères et sœurs, à un orphelinat local. On ignore toujours pourquoi les enfants avaient été confiés. Lavoie affirme qu'il était un jeune homme intelligent et qu'il a bien réussi à l'école. Adolescent, il commettait des cambriolages et volait dans les dépanneurs.

## Carrière criminelle
Lavoie s'est installé à Montréal et entre en contact avec les frères Dubois, également connus sous le nom du clan Dubois. Suite à son inclusion dans le gang, il est devenu un membre important et était connu comme le plus grand tueur à gages. Au cours de sa carrière comme tueur à gages, Lavoie a admis avoir tué au moins quinze personnes avec une arme à feu (le nombre exact reste inconnu). Lavoie a témoigné de 27 meurtres commis pour le clan des frères Dubois. Lavoie a consacré dix à douze ans de sa vie à ce groupe criminalisé.

## Informateur
La carrière criminelle de Lavoie a pris fin lorsqu'il a surpris une conversation entre Claude Dubois et un autre membre d'un gang qui prévoyait de l'abattre. Il a pu se cacher en toute sécurité des autres membres du gang en glissant dans une chute à linge et en attendant patiemment. Lavoie avait maintenant besoin de la protection de la police et a décidé de témoigner contre le gang Dubois.
Lorsque Lavoie accepta de témoigner contre Claude Dubois en 1982, qui purgeait une peine de prison à perpétuité pour meurtre. Lavoie a également témoigné, à titre de témoin principal, contre Adrien Dubois. Dans son témoignage, Lavoie avait affirmé avoir conduit Adrien Dubois dans un endroit où il a assassiné un individu. Lavoie n'a pas été reconnu coupable des accusations de meurtre qu'il a avouées, mais il a toutefois purgé une peine dans un pénitencier et a été placé dans le programme de protection des témoins. Le témoignage de Lavoie a joué un rôle crucial dans la destruction du clan des frères Dubois, qui sera dissout. En plus des meurtres qu'il a commis, il a également pu donner un aperçu de nombreux autres meurtres et actes criminels.
Après avoir purgé sa peine au pénitencier, Donald Lavoie vit dans la région des Laurentides. Il s'est d'ailleurs retranché de la vie criminelle[réf. nécessaire].

## Culture
Sa vie a été racontée dans un film, sorti en 2023, Crépuscule pour un tueur.